# Region Wyspy Egejskie Południowe
Region Wyspy Egejskie Południowe (nwgr. Νότιο Αιγαίο, trl. Notio Ejeo) – jeden z 13 regionów administracyjnych Grecji położony na terenie wysp południowej części Morza Egejskiego bez Krety i Wysp Sarońskich. Region graniczy z innymi jednostkami administracyjnymi przez morze – od południa z regionem Kreta, od północnego zachodu z regionami Peloponez, Attyka i Grecja Środkowa. Na północy znajduje się region Wyspy Egejskie Północne zaś na wschodzie Turcja.
Stolicą regionu jest Ermupoli.
W skład Regionu Wyspy Egejskie Południowe wchodzi 34 gmin (demosów), które są zgrupowane w 13 jednostek regionalnych:
- Jednostka regionalna Andros ze stolicą w Andros,
- Jednostka regionalna Kalimnos ze stolicą w Kalimnos,
- Jednostka regionalna Karpatos ze stolicą w Karpatos,
- Jednostka regionalna Kiea-Kitnos ze stolicą w Julidzie,
- Jednostka regionalna Kos ze stolicą w Kos,
- Jednostka regionalna Milos ze stolicą w Milos,
- Jednostka regionalna Mykonos ze stolicą w Mykonos,
- Jednostka regionalna Naksos ze stolicą w Naksos,
- Jednostka regionalna Paros ze stolicą w Paros,
- Jednostka regionalna Rodos ze stolicą w Rodos,
- Jednostka regionalna Siros ze stolicą w Ermupoli,
- Jednostka regionalna Thira ze stolicą w Thira,
- Jednostka regionalna Tinos ze stolicą w Tinos.